# ثيو لويس ويكس
ثيو لويس ويكس (بالإنجليزية: Theo Lewis Weeks)‏ ولد في (19 يناير 1990 في مونتسيرادو) لاعب كرة قدم ليبيري يلعب حاليا لصالح نادي الدرجة الأولى أنقرة غوجو التركي ومنتخب ليبيريا في مركز الوسط.

## أهدافه الدولية
| # | موعد          | المكان | الخصم | النتيجة | الحصيلة | المسابقة                                   |
| - | ------------- | ------ | ----- | ------- | ------- | ------------------------------------------ |
| 1 | 9 أكتوبر 2010 | باماكو | مالي  | 1-2     | خسر     | تصفيات كأس الأمم الأفريقية لكرة القدم 2012 |

## وصلات خارجية
- ثيو لويس ويكس على موقع الاتحاد الدولي (مؤرشف)  (الإنجليزية)
- ثيو لويس ويكس على موقع اتحاد تركيا (لاعب) (الإنجليزية)
- ثيو لويس ويكس على موقع قاعدة بيانات كرة القدم.إي يو (الإنجليزية)
- ثيو لويس ويكس على موقع ناشيونال فوتبول تيمز (الإنجليزية)
- ثيو لويس ويكس على موقع Soccerway.com (الإنجليزية)
- ثيو لويس ويكس على موقع عالم كرة القدم.نت (الإنجليزية)
- ثيو لويس ويكس على موقع كووورة
- ثيو لويس ويكس على موقع AS.com (الإسبانية)

- موقع الفيفا
- الاتحاد التركي لكرة القدم